# Tabanus trijunctus
Tabanus trijunctus är en tvåvingeart som beskrevs av Walker 1854. Tabanus trijunctus ingår i släktet Tabanus och familjen bromsar. Inga underarter finns listade i Catalogue of Life.